# Grønlands Selvstyre
 Der er for få eller ingen kildehenvisninger i denne artikel, hvilket er et problem. Du kan hjælpe ved at angive troværdige kilder til de påstande, som fremføres i artiklen.

Grønlands Selvstyre betegner den grønlandske styreordning, som fungerer inden for rammerne af det danske rigsfællesskab. Grønlands Selvstyre blev indført den 21. juni 2009. 
Grønlands Selvstyre er stadfæstet ved "Lov om Grønlands Selvstyre" og afløste Grønlands Hjemmestyre, der havde fungeret i perioden 1. maj 1979 og frem til 21. juni 2009. Med indførelsen af selvstyre anerkendes det grønlandske folk officielt af Danmark, som et eget folk i henhold til Folkeretten. Den folkeretslige status som eget folk er en betingelse i international ret for en eventuel løsrivelse og ny statsdannelse. 

## Muligheden for hjemtagelse af ansvarsområder
Grønlands Selvstyre har gennem den nye lov fået mulighed for at hjemtage en række områder, herunder retten til forvaltning af undergrunden, hvilket ikke var en mulighed under den tidligere lov om Hjemmestyre. Et bærende princip i den ny selvstyrelov består i, at Grønlands Selvstyre selv kan vælge at hjemtage ny ansvarsområder. I modsætning til tidligere følger der ikke økonomiske midler med ved disse overtagelser. 

## Den økonomiske aftale med Danmark, Bloktilskuddet
Under hjemmestyre-ordningen overtog Grønlands Hjemmestyre en række sagsområder fra den danske stat. Ved indførelsen af Hjemmestyre var områder som kirke, kultur, undervisning og erhverv omfattet, mens områder som sundhed og dele af råstofområdet senere blev hjemtaget. De driftsomkostninger som den danske stat hidtil havde haft fulgte opgaverne, og blev årligt tilført det grønlandske hjemmestyre. Bloktilskuddet var gennem 1980'erne genstand for forhandlinger, men blev senere hen fastsat gennem en aftalt indeksregulering som modsvarede en kombination af danske pris- og de for i staten ansatte lønindeks. Ved indførelsen af selvstyre blev bloktilskuddet fastfrosset til kr. 3.439,6 mio. kr. angivet i pris- og -lønniveau for 2009.

## Demokratiske principper
Grønlands Selvstyre fungerer efter demokratiske principper, hvor den lovgivende forsamling Landstinget, kaldet Inatsisartut, vælges for fireårige perioder. Landsstyret, kaldet Naalakkersuisut, udpeges af den lovgivende forsamling. Retsvæsenet er som det tredje led i magtens tredeling et område som fortsat varetages af den danske stat.

## Inatsisartut, den lovgivende forsamling
Det sidste landstingsvalg blev afholdt den 12. marts 2013, hvor 31 medlemmer blev valgt ind for sidste gang til landstinget. Landstingsmedlemmer overgik med indførelsen af Grønlands Selvstyre til at blive de første medlemmer af Inatsisartut (på dansk: "dem som laver lovene").

## Grønlandsk uafhængighed
Med Selvstyreloven blev en proces til grønlandsk selvstændighed også fastlagt:
"§ 21. Beslutning om Grønlands selvstændighed træffes af det grønlandske folk.
Stk. 2. Træffes beslutning efter stk. 1, indledes der forhandlinger mellem regeringen og Naalakkersuisut med henblik på gennemførelse af selvstændighed for Grønland.
Stk. 3. En aftale mellem Naalakkersuisut og regeringen om gennemførelse af selvstændighed for Grønland skal indgås med samtykke fra Inatsisartut og skal godkendes ved en folkeafstemning i Grønland. Aftalen skal endvidere indgås med samtykke fra Folketinget.
Stk. 4. Selvstændighed for Grønland indebærer, at Grønland overtager højhedsretten over Grønland."

## Eksterne referencer
- Lov om Grønlands Selvstyre, nr. 473 af 13. juni 2009 Arkiveret 11. juli 2023 hos  Wayback Machine (PDF)
- Grønlands Selvstyre, Naalakkersuisut.gl Arkiveret 19. december 2016 hos  Wayback Machine